# Reading (Michigan)
Reading è un comune degli Stati Uniti d'America, situato nello Stato del Michigan, nella contea di Hillsdale.